# Danh sách vũ khí chịu ảnh hưởng từ thiết kế của Kalashnikov
Có rất nhiều vũ khí do Liên Xô và các nước khác chế tạo chịu ảnh hưởng từ thiết kế AK-47 của kỹ sư Kalashnikov. Sau đây là danh sách không đầy đủ
- AEK-971
- AK-12
- AK-101
- AK-103
- AK-105
- AK-107
- AK-47
- AK-74
- AKMS wz. 1981
- AKS-74U
- AMD 65
- AO-222
- AO-27
- AO-31
- AO-35
- AO-38
- AO-46
- AO-62
- AO-65
- Súng trường tấn công dưới nước APS
- Armscor AK 47/22
- Súng trường tấn công dưới nước ASM-DT
- Súng trường tấn công dưới nước ADS
- AS "Val"
- AVB-7.62
- Beretta RX4 Storm
- Beretta SC 70/90
- Baryshev AB-762 và LCZ B20/(AVB-762)
- Các loại AK
- ČZW-762
- Daewoo DR-200
- Daewoo DR-300
- Daewoo K2
- Súng bắn tỉa Dragunov
- Dragunov SVDK
- FN FNC
- Franchi SPAS-15
- Grad
- IMI Galil
- INSAS 5,56 mm
- Kbk wz. 88 Tantal
- Kbk wz. 96 Beryl
- Kbkg wz.1960
- Kel-Tec SU-16
- KSK shotgun
- M76 (vũ khí)
- MISR (vũ khí)
- MAGPUL Masada/Bushmaster ACR
- OTs-14 Groza
- Súng máy PK
- PSL (súng trường)
- Pistol Mitralieră model 1963/1965
- Puşcă Automată model 1986
- Súng tiểu liên Vityaz SN
- Súng cạc bin Remington model 7615 cho cảnh sát và lực lượng tuần tra
- Súng cạc bin Remington model 7615 chiến thuật
- Súng trường R4
- RPK
- RPK-74
- Rk 62
- Rk 95 TP
- Robinson Armament XCR
- SIG 550
- SIG 552
- SIG 556
- SR-47
- SR-3 Vikhr
- Pindad SS2
- Saiga-12
- Saiga-20
- Saiga-410
- Súng trường bán tự động Saiga
- Saiga-223
- Saiga-7.62x39
- Saiga-308
- Saiga-30-06
- Saiga MK-01/3
- SVU và SVU-AS (OTs-03AS)
- Súng bắn tỉa Tabuk
- TKB-022PM
- TKB-072
- TKB-408
- TKB-454
- TKB-517
- TKB-523
- Súng trường tấn công Type 03/(QBZ-03)
- Type 05/JS Submachine Gun
- Type 56 Assault Rifle
- Type 64 Submachine Gun
- Type 68 assault rifle (China)
- Type 68 assault rifle (North Korea)
- Súng tiểu liên Type 79
- Type 81 Assault Rifle
- Súng tiểu liên Type 85
- Type 86S Assault Rifle
- Súng trường tấn công Type 95/97(QBZ-95)
- Súng trường STV
- Ultimax 100
- Valmet M76
- Valmet M78
- Shotgun Valtro PM-5/PM-5-350
- Vektor CR-21
- Shotgun bán tự động Vepr 12
- Súng trường tấn công Vepr
- VSS Vintorez
- Vz. 58
- Súng trường bắn tỉa Zastava M76
- Zastava M70
- Zastava M80
- Zastava M91
- Zastava M92

- 2B-A-40
- 6P62
- 80.002
- A-91
- 9A-91